# Museo Palmira Romano
El Museo Palmira Romano se encuentra ubicado en Limache, Región de Valparaíso, Chile, y su funcionamiento depende del municipio de la localidad, y perteneciente al registro de museos de Chile.

## Historia
El museo fue inaugurado el año 2000, luego del testamento a favor de la Municipalidad de Limache de la dueña del inmueble, Palmira Romano, con la condición de crear un espacio cultural para la comunidad.
El terremoto de 2010 dejó con graves daños estructurales al recinto, por lo que debió ser cerrado para su restauración. El 16 de febrero de 2021, en el marco de un nuevo aniversario de Limache, se reinauguró con nuevos espacios destinados a la historia local, pueblos originarios, personajes importantes, y los acontecimientos de los siglos xix y xx.